# Formica coloradensis
Formica coloradensis (лат.) — вид муравьёв из группы рыжих лесных муравьёв Formica rufa group (Formica s. str., Formicinae). Неарктика.

## Распространение
Северная Америка: США (Айдахо, Колорадо, Невада, Нью-Мексико, Юта). В Нью-Мексико найдены на высотах от 1600 до 3500 м.

## Описание
Длина около 1 см. От близких видов отличаются красновато-коричневыми ногами и голенями средних и задних ног покрытыми обильными волосками. 
Спинная поверхность груди, включая мезонотум и проподеум, покрыта многочисленными отстоящими и полуотстоящими волосками.
Окраска рабочих муравьёв двухцветная, голова и грудка рыжеватые, брюшко чёрное (самцы чёрные). Усики 12-члениковые. Нижнечелюстные щупики 6-члениковые, нижнегубные щупики состоят из 4 сегментов. Стебелёк между грудкой и брюшком состоит из одного членика (петиолюс) с вертикальной чешуйкой. На средних и задних ногах по одной простой шпоре. Жало отсутствует. Половые особи обнаружены в гнёздах в июле, бескрылые самки - в июле и августе.

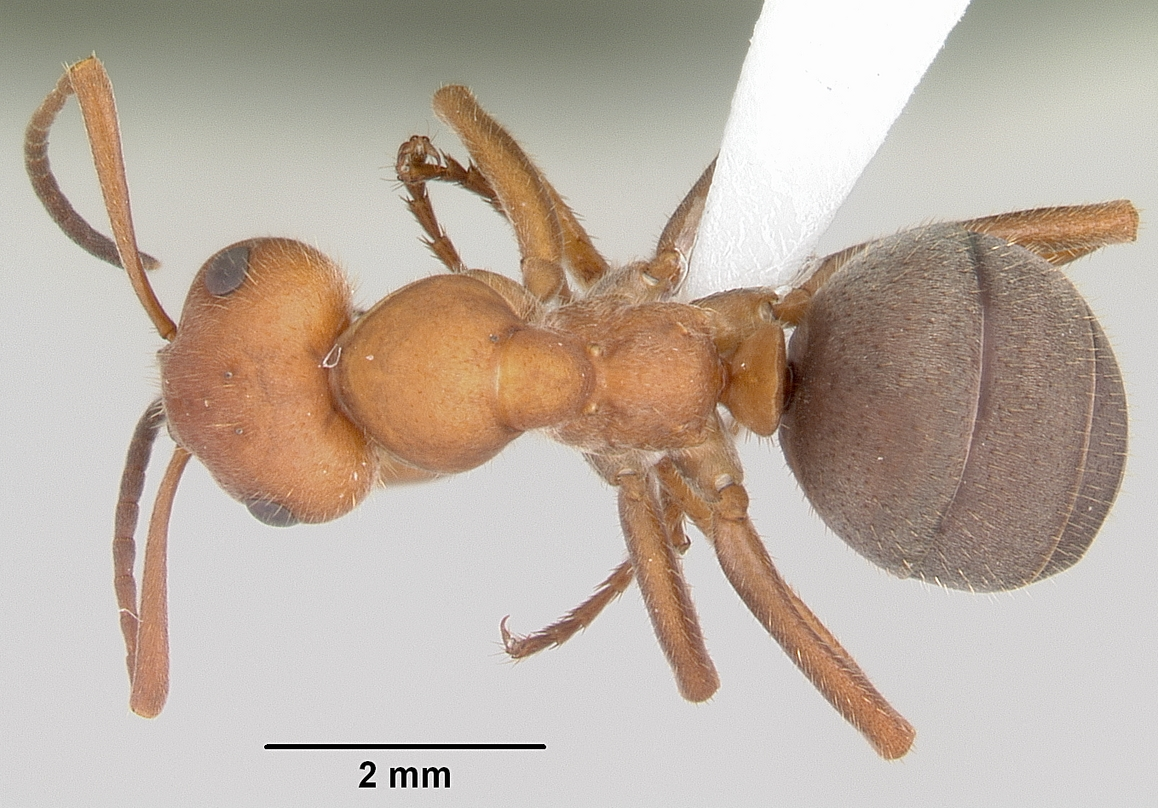
Рабочий сверху
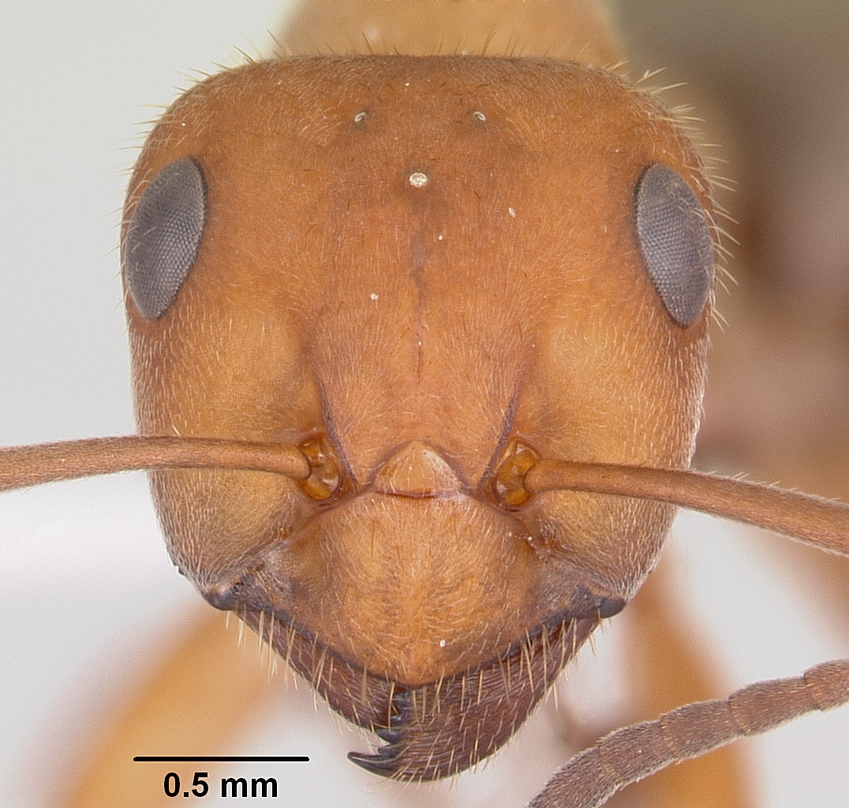
Голова рабочего